# Lịch sử Niue
Lịch sử Niue là lịch sử của khu vực và của người dân Niue, bao gồm cả lịch sử xã hội của người Polynesia bản địa. Niue lần đầu tiên được các thủy thủ người Polynesia đến từ Samoa đến định cư vào khoảng năm 900 sau Công nguyên. Những người định cư khác (hoặc có thể là những kẻ xâm lược) đã đến với hòn đảo từ Tonga vào thế kỷ 16.
Lần đầu tiên một người châu Âu nhìn thấy hòn đảo này là Thuyền trưởng James Cook vào năm 1774 trong chuyến đi thám hiểm Thái Bình Dương lần thứ hai của ông. Nhà truyền giáo tiên phong John Williams là người châu Âu đầu tiên đặt chân lên đảo vào năm 1830. Sau nhiều năm hoạt động truyền giáo của Anh, các cuộc đàm phán với các vị vua địa phương để bảo vệ hòn đảo của Anh bắt đầu vào năm 1879. Đến năm 1900, Lord Ranfurly, Thống đốc New Zealand đã tuyên bố Chủ quyền của Anh đối với Niue, do đó đã đặt hòn đảo dưới sự bảo trợ của New Zealand.
Niue đã mất khoảng 4% dân số trong Thế chiến thứ nhất khi 150 người đàn ông Niue được gửi đến Pháp dưới hình thức quân đội New Zealand, trong đó gần như không ai trở về. Tuy nhiên, Thế chiến II đã không ảnh hưởng trực tiếp đến hòn đảo.
Niue trở thành chính phủ tự quản vào năm 1974. Kể từ đó, hòn đảo đã bị thu hẹp dân số do di cư do thiên tai tàn phá thường xuyên và thiếu cơ hội phát triển kinh tế.

## Lịch sử ban đầu
Cho đến đầu thế kỷ 18, dường như không có chính phủ quốc gia hoặc lãnh đạo quốc gia nào ở Niue. Trước thời điểm đó, các tù trưởng và các chủ gia đình thực hiện quyền quản lý đối với các bộ phận dân cư. Vào khoảng năm 1700, khái niệm và thực hiện hình thức vương quyền dường như đã được du nhập thông qua việc tiếp xúc với người đến từ Samoa hoặc Tonga. Kể từ đó, một loạt các patu-iki (các vị vua) đã cai trị hòn đảo, người đầu tiên là Puni-mata. Tui-toga, người trị vì từ 1875 đến 1887, là vị vua Cơ đốc đầu tiên của Niue. (Xem: Danh sách các quốc vương Niue)

## Thuyền trưởng Cook
Thuyền trưởng James Cook là người châu Âu đầu tiên nhìn thấy hòn đảo này, nhưng ông không thể đổ bộ lên vùng đất đó do bị người dân địa phương phản đối gay gắt. Cuốn sách Encyclopædia Britannica năm 1911 tuyên bố điều này là do người bản địa sợ bệnh ngoại lai. Đáp lại, Cook đặt tên cho Niue là Đảo Savage (hòn đảo dã man).

## Nhà truyền giáo Thiên chúa giáo

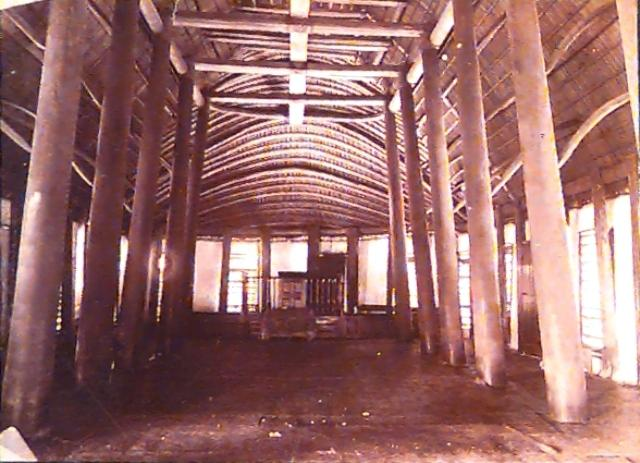
Ảnh của Thomas Andrew về nội thất của tòa nhà nhà thờ ở Alofi, 1896.

Các nhà truyền giáo Cơ đốc đến từ Hiệp hội Truyền giáo Luân Đôn đã tiến hành cải đạo phần lớn dân số Niue vào khoảng năm 1846. Năm 1887, Vua Fataaiki đã viết thư cho Victoria của Anh của Vương quốc Anh, yêu cầu Niue được đặt dưới sự bảo hộ của Anh, nhưng yêu cầu của ông đã bị từ chối. Vào năm 1900, để đáp ứng các yêu cầu gia hạn, hòn đảo này trở thành lãnh thổ bảo hộ của Anh, và năm sau đó nó bị New Zealand sáp nhập. Sự xa xôi của Niue, cũng như sự khác biệt về văn hóa và ngôn ngữ giữa cư dân Polynesia của hòn đảo và cư dân của Quần đảo Cook, đã khiến nó được quản lý riêng biệt.

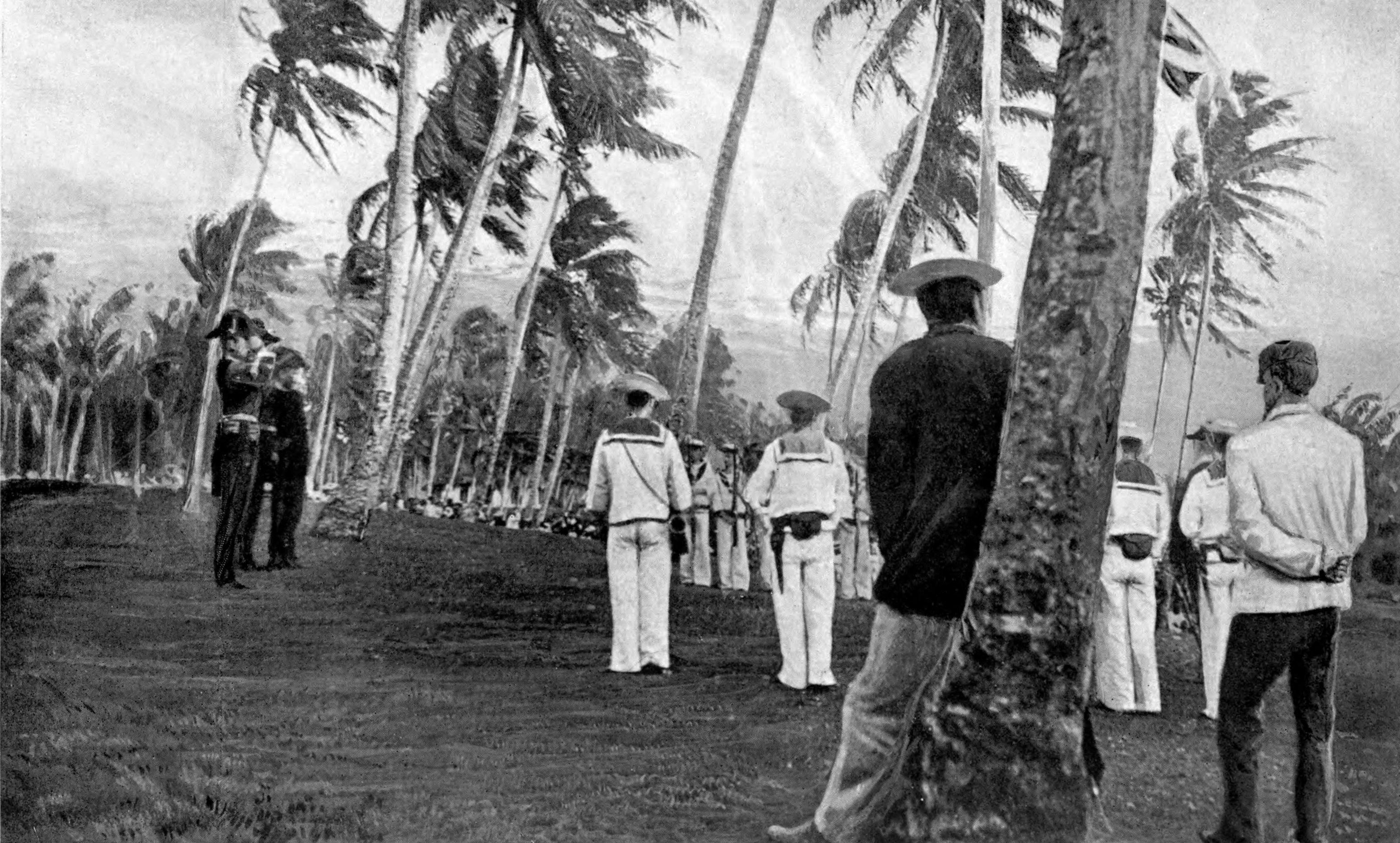
Treo cờ Union Jack ở Niue, 1900

## Những du khách thế kỷ 19 khác
Đảo được thăm bởi thuyền trưởng John Erskine trong <i id="mwOw">H.M.S. Havannah</i> vào tháng 7 năm 1849.

## Thế Chiến thứ nhất
150 người đàn ông Niuean, chiếm 4% dân số của hòn đảo, từng là binh sĩ trong lực lượng vũ trang New Zealand trong Thế chiến thứ nhất.

## Quyền tự trị
Niue giành được quyền tự chủ vào năm 1974 trong sự liên kết tự do với New Zealand, nơi xử lý các vấn đề liên quan đến quân sự và đối ngoại của hòn đảo. Niue đã được trao quyền tự trị vào năm 1965 (cùng với Quần đảo Cook, được chấp nhận), nhưng đã yêu cầu quyền tự trị của nó hoãn lại một thập kỷ nữa.
Công dân Niue tiếp tục là công dân New Zealand và sử dụng hộ chiếu New Zealand tiêu chuẩn. Những người có tiêu chuẩn cư trú bình thường ở một trong hai quốc gia có thể bỏ phiếu hoặc ứng cử trong các cuộc bầu cử của quốc gia đó. Niue tiếp tục sử dụng tiền tệ của New Zealand, nhưng phát hành tem bưu chính của riêng mình (tem New Zealand không có giá trị bưu chính ở Niue, cũng như tem Niue ở New Zealand).

## Lịch sử gần đây
Vào tháng 1 năm 2004, Niue bị tấn công bởi một cơn lốc xoáy kinh hoàng (Cyclone Heta) khiến 200 trong số 1600 cư dân của hòn đảo mất nhà cửa. Vì một số cư dân địa phương sau đó đã chọn không xây dựng lại, Bộ trưởng Ngoại giao New Zealand Phil Goff suy đoán rằng tình trạng của Niue như một quốc gia tự quản liên kết tự do với New Zealand có thể bị nghi ngờ nếu quá nhiều cư dân rời hòn đảo để duy trì các dịch vụ cơ bản. Ngay sau đó, người đứng đầu Niue Young Vivian bác bỏ khả năng thay đổi mối quan hệ hiện có với New Zealand.
Dân số của hòn đảo đang có xu hướng tiếp tục giảm (từ mức cao nhất là 5.200 người vào năm 1966 xuống còn 2.100 người vào năm 2000), với sự di cư đáng kể đến New Zealand.